# Richard Richardsson
Nils Olov Richard Richardsson (ur. 1 lutego 1974 w Undersåker) – szwedzki snowboardzista, wicemistrz olimpijski i mistrz świata.

## Kariera
W Pucharze Świata zadebiutował 28 listopada 1996 roku w Tignes, gdzie zajął 12. miejsce w slalomie równoległym (PSL). Tym samym już w swoim debiucie wywalczył pierwsze pucharowe punkty. Na podium zawodów pucharowych po raz pierwszy stanął 5 marca 1997 roku w Grächen, kończąc rywalizację w snowcrossie na trzeciej pozycji. W zawodach tych wyprzedzili go jedynie Włoch Alex Voyat i Austriak Willi Wieser. Łącznie 21 razy stawał na podium zawodów PŚ, odnosząc przy tym cztery zwycięstwa: 20 listopada 1997 roku w Zell am See i 11 lutego 2001 roku w Berchtesgaden wygrywał w PSL, 18 lutego 2000 roku był najlepszy w gigancie równoległym (PGS), a 19 stycznia 2002 roku w Bardonecchii triumfował w gigancie. Najlepsze wyniki osiągnął w sezonie 1997/1998, kiedy to zajął drugie miejsce w klasyfikacji generalnej, a w klasyfikacji slalomu wywalczył Małą Kryształową Kulę. Rok wcześniej był trzeci w klasyfikacji snowboardcrossu, a w sezonie 2000/2001 zajął trzecie miejsce w klasyfikacji slalomu równoległego.
W 1999 roku wywalczył złoty medal w gigancie równoległym na mistrzostwach świata w Berchtesgaden. Pokonał tam dwóch Austriaków: Stefana Kaltschütza i Haralda Waldera. Był też między innymi czwarty w slalomie podczas mistrzostw świata w San Candido w 1997 roku, gdzie w walce o podium lepszy był Anton Pogue z USA. W 1998 roku wystartował na igrzyskach olimpijskich w Nagano, gdzie zajął 24. miejsce w gigancie. Na rozgrywanych cztery lata później igrzyskach w Salt Lake City wywalczył srebrny medal w gigancie równoległym, plasując się między Philippem Schochem ze Szwajcarii i Chrisem Klugiem z USA. Brał też udział w igrzyskach olimpijskich w Turynie w 2006 roku, gdzie w tej samej konkurencji był dwunasty.
W 2006 roku zakończył karierę.
Jego ojciec, Per-Olov Richardsson, uprawiał narciarstwo alpejskie.

## Osiągnięcia

### Igrzyska olimpijskie
| Miejsce | Dzień     | Rok  | Miejscowość    | Konkurencja       | Zwycięzca       |
| ------- | --------- | ---- | -------------- | ----------------- | --------------- |
| 24.     | 8 lutego  | 1998 | Nagano         | Gigant            | Ross Rebagliati |
| 2.      | 15 lutego | 2002 | Salt Lake City | Gigant równoległy | Philipp Schoch  |
| 12.     | 22 lutego | 2006 | Turyn          | Gigant równoległy | Philipp Schoch  |

### Mistrzostwa świata
| Miejsce | Dzień       | Rok  | Miejscowość          | Konkurencja       | Zwycięzca          |
| ------- | ----------- | ---- | -------------------- | ----------------- | ------------------ |
| 4.      | 23 stycznia | 1997 | San Candido          | Slalom            | Bernd Kroschewski  |
| 23.     | 25 stycznia | 1997 | San Candido          | Slalom równoległy | Mike Jacoby        |
| 8.      | 26 stycznia | 1997 | San Candido          | Snowboardcross    | Helmut Pramstaller |
| 5.      | 13 stycznia | 1999 | Berchtesgaden        | Gigant            | Markus Ebner       |
| 1.      | 14 stycznia | 1999 | Berchtesgaden        | Gigant równoległy | –                  |
| 17.     | 15 stycznia | 1999 | Berchtesgaden        | Slalom równoległy | Nicolas Huet       |
| 91.     | 22 stycznia | 2001 | Madonna di Campiglio | Gigant            | Jasey-Jay Anderson |
| 22.     | 24 stycznia | 2001 | Madonna di Campiglio | Gigant równoległy | Nicolas Huet       |
| 10.     | 26 stycznia | 2001 | Madonna di Campiglio | Slalom równoległy | Gilles Jaquet      |
| 12.     | 13 stycznia | 2003 | Kreischberg          | Gigant równoległy | Dejan Košir        |
| 13.     | 14 stycznia | 2003 | Kreischberg          | Slalom równoległy | Siegfried Grabner  |
| 13.     | 18 stycznia | 2005 | Whistler             | Gigant równoległy | Jasey-Jay Anderson |
| 21.     | 19 stycznia | 2005 | Whistler             | Slalom równoległy | Jasey-Jay Anderson |

### Puchar Świata

#### Miejsca w klasyfikacji generalnej
- sezon 1996/1997: 11.
- sezon 1997/1998: 2.
- sezon 1998/1999: 7.
- sezon 1999/2000: 7.
- sezon 2000/2001: 6.
- sezon 2001/2002: 14.
- sezon 2002/2003: –
- sezon 2003/2004: –
- sezon 2004/2005: –
- sezon 2005/2006: 32.

#### Miejsca na podium
1. Grächen – 5 marca 1997 (snowcross) – 3. miejsce
2. Bardonecchia – 9 marca 1997 (slalom równoległy) – 3. miejsce
3. Morzine – 15 marca 1997 (slalom równoległy) – 2. miejsce
4. Zell am See – 20 listopada 1997 (slalom równoległy) – 1. miejsce
5. Sölden – 30 listopada 1997 (slalom równoległy) – 3. miejsce
6. Les Gets – 7 marca 1998 (slalom równoległy) – 2. miejsce
7. Sestriere – 29 listopada 1998 (gigant) – 3. miejsce
8. Whistler – 10 grudnia 1998 (supergigant) – 3. miejsce
9. Morzine – 6 stycznia 1999 (gigant równoległy) – 3. miejsce
10. Park City – 5 lutego 1999 (slalom równoległy) – 2. miejsce
11. Olang – 11 listopada 1999 (gigant równoległy) – 3. miejsce
12. Sestriere – 30 listopada 1999 (gigant równoległy) – 3. miejsce
13. Morzine – 9 stycznia 2000 (slalom równoległy) – 3. miejsce
14. Sapporo – 18 lutego 2000 (gigant równoległy) – 1. miejsce
15. Livigno – 16 marca 2000 (slalom równoległy) – 2. miejsce
16. Whistler – 11 grudnia 2000 (gigant równoległy) – 3. miejsce
17. Berchtesgaden – 11 lutego 2001 (gigant równoległy) – 1. miejsce
18. Ruka – 14 marca 2001 (gigant równoległy) – 2. miejsce
19. Bardonecchia – 19 stycznia 2002 (gigant) – 1. miejsce
20. Berchtesgaden – 8 lutego 2004 (gigant równoległy) – 2. miejsce
21. Sungwoo – 25 lutego 2005 (slalom równoległy) – 2. miejsce

- W sumie 4 zwycięstwa, 7 drugich i 10 trzecich miejsc.